# 富山県運転教育センター
富山県運転教育センター（とやまけんうんてんきょういくセンター）は、富山県警察所管の運転免許試験場である。地元では近隣地名で「針原」（はりわら）または「飯野」（いいの）と呼ばれることがある。富山県警察交通部運転免許センターの所管施設で、マスメディアでは富山県運転免許センターと表記される場合がある。運転免許試験、更新手続、国際運転免許証発行など運転免許に関する事務を行っている。また、運転研修センターや富山県指定自動車教習所協会、交通安全博物館、富山県交通公園なども併設されている。

## 所在地
- 富山県富山市高島62番地1
  - これとは別に、交通部運転免許センターが所管し免許更新業務のみを行う高岡免許更新センターがある（富山県高岡市駅南四丁目1番22号）。

## 歴史
- 1975年5月10日に完成[4]。それまでは富山市牛島地区、1961年3月31日（一部資料では3月18日[5]）竣工の富山市新庄馬場地区（後の交通機動隊所在地）の順に運転免許試験場が所在していた[6]。
- 2021年9月から、75歳以上の高齢者の免許更新時に実施される認知機能検査において、全国の運転免許試験場で初めてタブレットを採用した[1][2][3]。

## 併設施設

### 富山県交通公園
- 富山県運転教育センターに併設されている公園。交通安全博物館があるほか、自転車の自由練習コースも用意されている。（自転車は約80台用意されている。）

### 交通安全博物館
通称「セーフティ愛ランド」。1986年5月1日に富山県交通公園内に日本初の交通安全をテーマとした博物館として開館。隣接の富山県運転教育センターからも2階の渡り廊下から利用することが可能である。
1999年4月27日には、乗用車運転や道路横断のバーチャルシミュレーションなどを導入し、リニューアルオープンした。

#### 概要
- 入館料 - 無料
- 開館時間 -　9:00 - 16:30
- 休館日 - 土曜日、祝日、12月29日 - 1月3日

#### 主な施設
1階（シミュレーションが中心）
- エントランスホールゲート
- 街かど「からくりウォール」
- 横断シミュレーション
- 自転車シミュレーション
- 乗用車バーチャルシミュレーション
- 交通の音
- ビデオライブラリー、歌で覚える交通安全、交通ルールを守ろう、危険予知力再発見
- 事故原因を推理しよう

2階（ライブラリーが中心。富山県運転教育センターと直結している）
- 研修室
- 図書コーナー
- 交通安全マスコット、反射材コーナー
- クラシック型ミニカー
- 雪国の交通のうつりかわり
- 運転免許証コーナー
- 夜光反射材コーナー
- ミニ･シアター
- 富山県の雪と交通対策
- 道路標識のいろいろ
- 交通年表（運転教育センターとの渡り廊下にある）

### 自転車練習コース
- 1984年度に完成。
- 利用時間は9:00 - 16:00
- 月曜日、祝日、12月1日 - 3月31日は休み。

## 交通アクセス
- 鉄道
  - あいの風とやま鉄道東富山駅東口から徒歩約30分（約2.0km、下記81系統のバスも利用可）。
- バス
  - 北陸新幹線富山駅から富山地方鉄道バスで約25 - 35分。
    - 正面口バスターミナル4番のりばより78系統「済生会病院」、79系統「済生会病院経由水橋東部団地」運転教育センター下車徒歩すぐ。
    - 正面口バスターミナル4番のりばより71系統「滑川駅前」・「中滑川」、72系統「水橋東部団地」針原小学校前下車徒歩約15分。
    - 地鉄ビル前のりばより81系統「県リハビリセンター」下飯野下車徒歩約10分。
- 道路
  - 北陸自動車道富山ICから約40分。

## 周辺の施設
- 富山市民球場アルペンスタジアム
- 富山県済生会富山病院